# Heriman (kníže)
Heriman, počeštěně Heřman (9. století? – 9. století?) byl patrně český kníže, uvedený ve Fuldských letopisech jako účastník bitvy u Vltavy.
Kníže Heriman je ve Fuldských letopisech zmíněn k roku 872, kdy se odehrála bitva u Vltavy mezi franskými vojsky vedenými mohučským arcibiskupem Liutbertem a kmenem Čechů, mezi nimiž bylo i pět knížat: Svatoslav, Vitislav, Heriman, Spytimír, Mojslav a Goriwei. Bitva se odehrála na neznámém místě u řeky Vltavy. V bitvě zvítězili Frankové, zatímco kmen Čechů se dal na útěk, při němž se někteří bojovníci utopili ve Vltavě, jiní zemřeli v přímém boji s Franky a některým se podařilo uniknout do opevněných hradišť, na která si Frankové již netroufli zaútočit a tak se vrátili zpět do Východofranské říše. O osudu knížete Herimana se více informací nedochovalo. Fuldské letopisy neuvádějí zda z prohrané bitvy unikl a ukryl se na některém z hradišť či v bitvě padl.
Jeho jméno lze vyložit jako "jediný dědičný". Polský historik Gerard Labuda se domníval, že jméno knížete Herimana mohlo být jménem přemyslovského knížete Bořivoje, které Bořivoj přijal až při jeho křtu.